# Fran Machado
Francisco Javier Machado Ramos (Armilla, Granada, 29 de marzo de 1984) es un futbolista español que juega de centrocampista y su equipo actual es el Arenas de Armilla Cultura y Deporte de la Tercera RFEF.

## Trayectoria
en 2003 el Elche CF se interesó por él y jugó en Tercera División con el Elche B. El 2 de noviembre de 2003 jugó con el primer equipo contra el Ciudad de Murcia en el que se cosechó un empate a 2.
En los siguientes años jugó en Segunda División B. En 2009 fichó por el Real Jaén en el que llegó a ser capitán y logró su éxito deportivo jugando en Segunda División A, tras un ascenso del equipo. Al final de la última temporada decidió irse al Cádiz C. F..

## Clubes
| Club                                | País   | Año         |
| ----------------------------------- | ------ | ----------- |
| Elche C. F. B                       | España | 2003 - 2005 |
| Villajoyosa                         | España | 2005 - 2006 |
| Alcoyano                            | España | 2006 - 2007 |
| Real Betis Balompié B               | España | 2007 - 2009 |
| Real Jaén CF                        | España | 2009 - 2014 |
| Cádiz CF                            | España | 2014 - 2016 |
| Recreativo de Huelva                | España | 2016 - 2017 |
| Ontinyent CF                        | España | 2017 - 2019 |
| Arenas de Armilla Cultura y Deporte | España | 2019 - Act. |